# Rhinonicteris aurantia
Rhinonicteris aurantia — є одним з видів кажанів родини гіпосідерові (Hipposideridae). Етимологія: дав.-гр. ῥινός — «ніс», дав.-гр. νῠκτερῐ́ς — «кажан».

## Поширення, екологія
Вид знаходиться на півночі й заході Західної Австралії, у Північній Території, і північно-західному Квінсленді. Цей вид лаштує сідала під час сухого сезону в печерах і старих гірських виробках колоніями від 20 до 20 тисяч особин. У сезон дощів, кажани розпорошуються і використовують різні сідала в тому числі печери, під будівлями, а також, ймовірно, в дуплах дерев. Вид любить дуже вологі печери. Харчується у найближчих рідколіссях. Самиці народжують одне дитинча.

## Морфологія
Виміри голотипу: голова і тіло довжиною 45—53 мм, хвіст довжиною 24—28 мм, передпліччя довжиною 47—50 мм, вага 8—10 гр. Забарвлення в основному яскраво-помаранчеве зверху й блідіше знизу, але бувають значні варіації, від темного рудо-коричневого через помаранчевий, темно-лимонний і блідо-лимонний до білого. Хутро тонке і шовковисте.